# (604) Tekmessa
(604) Tekmessa ist ein Asteroid des Hauptgürtels, der am 16. Februar 1906 von Joel H. Metcalf entdeckt wurde.
Der Asteroid wurde nach der Tochter Tekmessa des Königs Teuthras von Phrygien benannt.